# 渡瀨結月
渡瀨結月（日语：／ Watase Yuzuki，2003年2月18日—）是日本的女性聲優，千葉縣出身，隸屬於響。

## 經歷
2020年4月，渡瀨在《D4DJ》的組合「Lyrical Lily」角色試鏡中獲選為「竹下美依子」的聲優。同月27日，與同樣通過試鏡的深川瑠華一同加入響事務所。

## 演出作品
※粗體字為主要角色。

### 電視動畫
2021年
- D4DJ Petit Mix（竹下美依子）
- 擾亂 THE PRINCESS OF SNOW AND BLOOD
- D_CIDE TRAUMEREI THE ANIMATION（和葉）
- 進化果實～不知不覺踏上勝利的人生～（學生）

2023年
- D4DJ All Mix（竹下美依子）
- BanG Dream! It's MyGO!!!!!（若葉睦）
- 聖者無雙～上班族的異世界生存之道～（冒險者）
- 公司的小小前輩（女子C）
- 超超超超超喜歡你的100個女朋友（孩子B）

2024年
- 吸血鬼男子宿舍（女客人B/A、女性A、姊姊C、黑幫浴衣女、情侶女等）
- 闇影詩章F（信徒）
- 卡片戰鬥！！先導者 Divinez（2024年－2025年、西園寺優奈）－2系列
- 地下城中的人（樹木魔物）

2025年
- BanG Dream! Ave Mujica（若葉睦／Mortis）

### 劇場動畫
- 劇場版 BanG Dream! It's MyGO!!!!! 前編：春の陽だまり、迷い猫（2024年，若葉睦）

## 腳註

## 外部連結
- 渡瀨結月（響官方網站）
- 渡瀨結月的X（前Twitter）